# Franciszek Jank
Franciszek Jank (ur. 27 września 1897 w Łączyńskiej Hucie, powiat Kartuzy, zm. 30 maja 1990 w Starogardzie Gdańskim) – polski duchowny katolicki, profesor egzegezy Pisma Świętego w Wyższym Seminarium Duchownym w Pelplinie, archidiakon kapituły katedralnej chełmińskiej.
Pochodził z wielodzietnej rodziny rolniczej. Był synem Leona i Gertrudy z Butowskich. Uczęszczał do pelplińskiego Collegium Marianum, w marcu 1919 zdał w Świeciu maturę, po czym rozpoczął studia w Wyższym Seminarium Duchownym w Pelplinie. Święcenia kapłańskie otrzymał 17 czerwca 1923. Kontynuował naukę na Uniwersytecie Lwowskim, broniąc tamże w grudniu 1925 doktoratu teologii na podstawie pracy „Kult cezarów a Nowy Testament”. W latach 1924–1926 był zarazem asystentem na Wydziale Teologicznym lwowskiej uczelni. W 1926 powierzono mu obowiązki prefekta szkół średnich w Lubawie, a w 1929 analogiczne stanowisko w Chojnicach, gdzie został moderatorem Sodalicji Mariańskiej. W Chojnicach został też kapelanem u sióstr franciszkanek. W kwietniu 1933 stanął na czele parafii Najświętszej Maryi Panny w Toruniu (został jednocześnie wicedziekanem dekanatu w Toruniu). Działał w środowisku inteligencji katolickiej (Katolickie Stowarzyszenie im. Piotra Skargi), redagował lokalne „Wiadomości Kościelne”. W kwietniu 1936 wyróżniony tytułem papieskiego prałata domowego, a od władz państwowych otrzymał Złoty Krzyż Zasługi po raz pierwszy, a w grudniu 1938 - za osiągnięcia na polu pracy społecznej - po raz drugi.
11 września 1939 został uwięziony przez hitlerowców na 2 dni w toruńskim więzieniu zwanym „Okrąglakiem”. W październiku 1940 roku przez kilkanaście dni był osadzony w KL Stutthof. Tuż po wojnie niemiecki ordynariusz gdański Karol Maria Splett, pełniący zarazem obowiązki administratora diecezji chełmińskiej, mianował ks. Janka rektorem Wyższego Seminarium Duchownego w Pelplinie oraz wikariuszem generalnym diecezji gdańskiej. Jank nie objął jednak tych funkcji – dekrety biskupa Spletta zostały zawieszone decyzją prymasa Hlonda, przebywającego w sierpniu 1945 w Pelplinie. Jank kontynuował działalność w Toruniu, gdzie został dziekanem toruńskim i bierzgłowskim, duszpasterzem akademickim utworzonego Uniwersytetu Toruńskiego, a w październiku 1946 rektorem Katolickiego Instytutu Kultury Religijnej. W grudniu 1946 powołany został w poczet kanoników kapituły katedralnej chełmińskiej.
W lutym 1947 Jank osiadł w Pelplinie. Był profesorem egzegezy Pisma świętego i lektorem języka niemieckiego w seminarium, pełnił też szereg funkcji w kurii biskupiej. Był m.in. wieloletnim dyrektorem Wydziału Ekonomicznego kurii, członkiem Diecezjalnej Komisji Sztuki Kościelnej, egzaminatorem prosynodalnym, członkiem rady kapłańskiej. W latach 1958–1968 pełnił funkcję katedralnego kanonika-teologa. W 1970 przewodniczył Trybunałowi Informacyjnemu w sprawie beatyfikacji Marii Karłowskiej. W kwietniu 1960 został archidiakonem kapituły chełmińskiej.
Franciszek Jank pochowany został na cmentarzu parafialnym w Pelplinie.

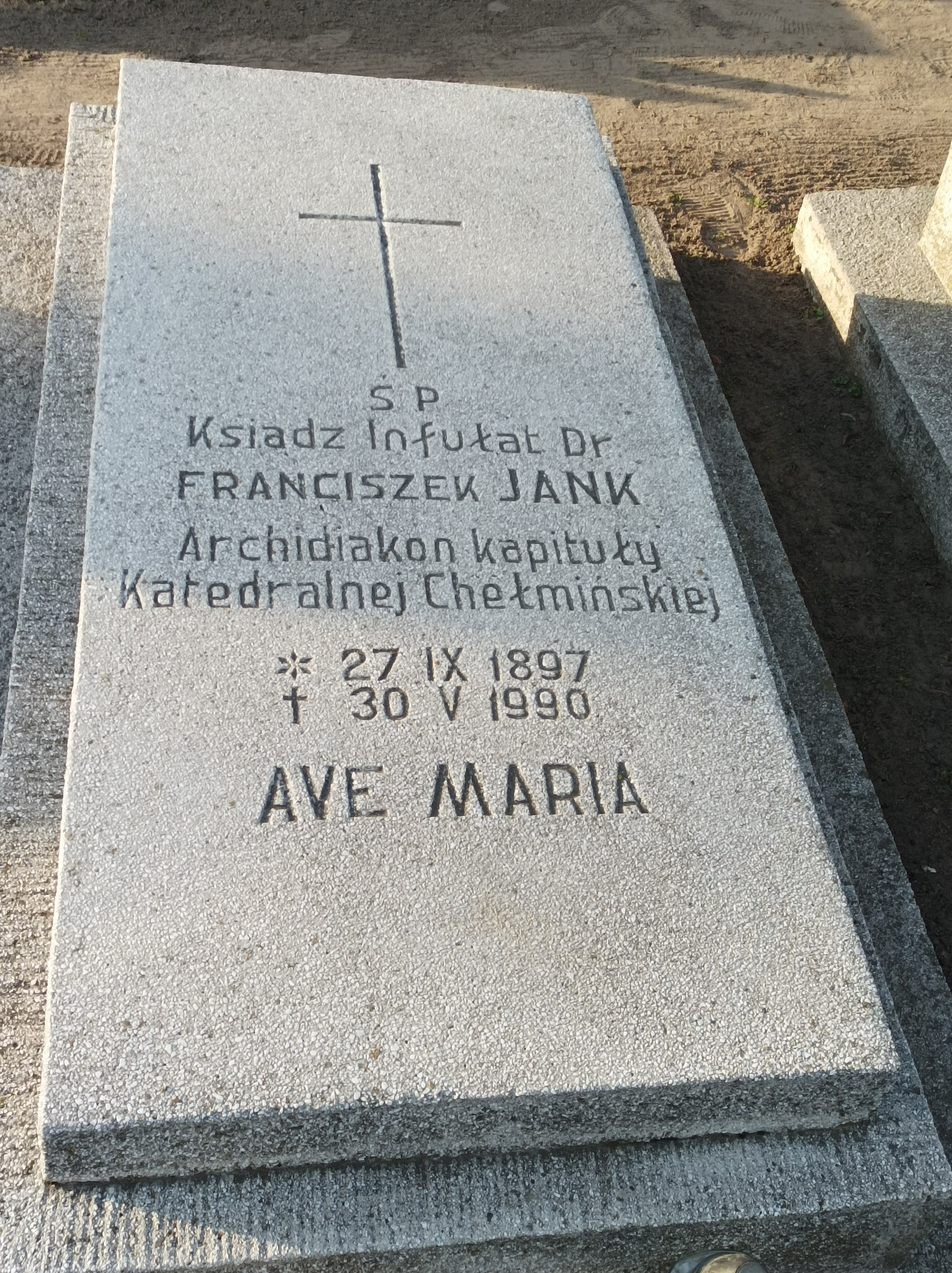
Grób ks. Franciszka Janka na cmentarzu w Pelplinie